# Emma Rose Collingridge
Emma Rose Collingridge (sinh ngày 5 tháng 6 năm 1998) là một người mẫu và hoa hậu người Anh. Cô đã đăng quang cuộc thi Hoa hậu Hoàn vũ Anh Quốc 2021. Cô đã đại diện cho Anh Quốc tại Hoa hậu Hoàn vũ 2021 tại Eilat, Israel và lọt vào Top 16 chung cuộc. Năm 2023, cô tiếp tục đăng quang cuộc thi Hoa hậu Siêu quốc gia Anh Quốc 2023. Cô đã tiếp tục đại diện cho Anh Quốc tại Hoa hậu Siêu quốc gia 2023 và đăng quang ngôi vị Á hậu 3 của cuộc thi.

## Tiểu sử
Collingridge sinh ngày 5 tháng 6 năm 1998 và lớn lên ở Suffolk, Anh. Cô theo học trường trung học Kesgrave ở Ipswich và tốt nghiệp cử nhân danh dự tiếng Anh tại Đại học Loughborough và làm việc tại Prestige Crown Case.

## Các cuộc thi sắc đẹp
Không phải là người mới tham gia cuộc thi, Emma từng là Hoa hậu Tuổi teen Vương quốc Anh 2015. Cô cũng đã đăng quang Miss Galaxy UK 2019 và đại diện cho Vương quốc Anh tại Miss Galaxy 2019, nơi cô giành ngôi vị Á hậu 2.

### Hoa hậu Hoàn vũ Anh Quốc 2021
Cô đã vượt qua 28 thí sinh khác để giành danh hiệu Hoa hậu Hoàn vũ Anh Quốc 2021 vào ngày 16 tháng 10 năm 2021.

### Hoa hậu Hoàn vũ 2021
Với tư cách là Hoa hậu Hoàn vũ Anh Quốc, Collingridge được quyền đại diện cho Anh Quốc tại cuộc thi Hoa hậu Hoàn vũ 2021 ở Eilat, Israel. Đêm chung kết, cô dừng chân tại Top 16.

### Hoa hậu Siêu quốc gia Anh Quốc 2023
Năm 2023, cuộc thi Hoa hậu Siêu quốc gia Anh Quốc lần đầu tiên được tổ chức sau 13 năm cử đại diện với bốn nước là Anh, Scotland, Wales và Bắc Ireland. Vào đêm chung kết, Collingridge đăng quang ngôi vị cao nhất và được quyền đại diện cho Anh Quốc tại Hoa hậu Siêu quốc gia 2023.

### Hoa hậu Siêu quốc gia 2023
Năm 2023, Collingridge 1 lần nữa trở lại đường đua nhan sắc khi được công bố là đại diện của Anh Quốc tại đấu trường nhan sắc Hoa hậu Siêu quốc gia 2023. Vào đêm chung kết, cô đã đạt được ngôi vị Á hậu 3 cùng giải phụ Top 10 Supra Chat.